# Dirka po Španiji 2023
Dirka po Španiji 2023 (špansko Vuelta a España 2023) je 78. izvedba dirke po Španiji, tritedenske moške cestne kolesarske etapne dirke. Začela se je 26. avgusta z ekipnim kronometrom v Barceloni in končala 17. septembra v Madridu. Sodelovalo je 176 kolesarjev iz 22-ih ekip. Rdečo majico je prvič osvojil Sepp Kuss, drugo mesto Jonas Vingegaard, tretje pa Primož Roglič (vsi Team Jumbo–Visma). Zeleno majico je osvojil Kaden Groves (Alpecin–Deceuninck), pikčasto majico Remco Evenepoel (Soudal–Quick-Step), belo majico pa Juan Ayuso (UAE Team Emirates). Team Jumbo–Visma je z zmago Kussa postala prva ekipa z zmagami na vseh dirkah Grand Toura v istem letu, prvič po letu 1966 je ista ekipa osvojil prva tri mesta v skupnem seštevku dirke po Španiji.

## Ekipe
UCI WorldTeams
- AG2R Citroën Team
- Alpecin–Deceuninck
- Arkéa–Samsic
- Astana Qazaqstan Team
- Bora–Hansgrohe
- Cofidis
- EF Education–EasyPost
- Groupama–FDJ
- Ineos Grenadiers
- Intermarché–Circus–Wanty
- Lidl–Trek
- Movistar Team
- Soudal–Quick-Step
- Team Bahrain Victorious
- Team DSM–Firmenich
- Team Jayco–AlUla
- Team Jumbo–Visma
- UAE Team Emirates

UCI ProTeams
- Burgos BH
- Caja Rural–Seguros RGA
- Lotto–Dstny
- Team TotalEnergies

## Etape
| Etapa  | Datum         | Štart/Cilj                                              | Razdalja    | Tip         | Tip                    | Zmagovalec                  | Sklic       |
| ------ | ------------- | ------------------------------------------------------- | ----------- | ----------- | ---------------------- | --------------------------- | ----------- |
| 1      | 26. avgust    | Barcelona — Barcelona                                   | 14,6 km     |             | ekipni kronometer      | Team DSM–Firmenich          | [ 6 ]       |
| 2      | 27. avgust    | Mataró — Barcelona                                      | 181,3 km    |             | hribovita etapa        | Andreas Kron (DEN)          | [ 7 ]       |
| 3      | 28. avgust    | Súria — Arinsal (Andora)                                | 158,5 km    |             | gorska etapa           | Remco Evenepoel (BEL)       | [ 8 ]       |
| 4      | 29. avgust    | Andorra la Vella (Andora) — Tarragona                   | 183,4 km    |             | hribovita etapa        | Kaden Groves (AUS)          | [ 9 ]       |
| 5      | 30. avgust    | Morella — Burriana                                      | 185,7 km    |             | hribovita etapa        | Kaden Groves (AUS)          | [ 10 ]      |
| 6      | 31. avgust    | La Vall d'Uixó — Observatorio Astrofísico de Javalambre | 181,3 km    |             | gorska etapa           | Sepp Kuss (USA)             | [ 11 ]      |
| 7      | 1. september  | Utiel — Oliva                                           | 188,8 km    |             | ravninska etapa        | Geoffrey Soupe (FRA)        |             |
| 8      | 2. september  | Dénia — Xorret de Catí                                  | 164,8 km    |             | gorska etapa           | Primož Roglič (SLO)         |             |
| 9      | 3. september  | Cartagena — Collado de la Cruz de Caravaca              | 180,9 km    |             | hribovito-gorska etapa | Lennard Kämna (GER)         |             |
|        | 4. september  | dan počitka                                             | dan počitka | dan počitka | dan počitka            | dan počitka                 | dan počitka |
| 10     | 5. september  | Valladolid — Valladolid                                 | 25 km       |             | posamični kronometer   | Filippo Ganna (ITA)         |             |
| 11     | 6. september  | Lerma — La Laguna Negra                                 | 163,2 km    |             | hribovita etapa        | Jesús Herrada (ESP)         |             |
| 12     | 7. september  | Ólvega — Zaragoza                                       | 165,4 km    |             | ravninska etapa        | Juan Sebastián Molano (COL) |             |
| 13     | 8. september  | Formigal — Col du Tourmalet (Francija)                  | 134,7 km    |             | gorska etapa           | Jonas Vingegaard (DEN)      |             |
| 14     | 9. september  | Sauveterre-de-Béarn (Francija) — Larra-Belagua          | 161,7 km    |             | gorska etapa           | Remco Evenepoel (BEL)       |             |
| 15     | 10. september | Pamplona — Lekunberri                                   | 156,5 km    |             | hribovita etapa        | Rui Costa (POR)             |             |
|        | 11. september | dan počitka                                             | dan počitka | dan počitka | dan počitka            | dan počitka                 | dan počitka |
| 16     | 12. september | Liencres Playa — Bejes                                  | 119,7 km    |             | hribovita etapa        | Jonas Vingegaard (DEN)      |             |
| 17     | 13. september | Ribadesella — Alto de L'Angliru                         | 122,6 km    |             | gorska etapa           | Primož Roglič (SLO)         |             |
| 18     | 14. september | Pola de Allande — La Cruz de Linares                    | 178,9 km    |             | gorska etapa           | Remco Evenepoel (BEL)       |             |
| 19     | 15. september | La Bañeza — Íscar                                       | 177,4 km    |             | ravninska etapa        | Alberto Dainese (ITA)       |             |
| 20     | 16. september | Manzanares el Real — Guadarrama                         | 208,4 km    |             | hribovita etapa        | Wout Poels (NED)            |             |
| 21     | 17. september | Hipódromo de la Zarzuela — Madrid                       | 101 km      |             | ravninska etapa        | Kaden Groves (AUS)          |             |
| Skupaj | Skupaj        | Skupaj                                                  | 3153,8 km   | 3153,8 km   | 3153,8 km              | 3153,8 km                   | 3153,8 km   |

## Razvrstitev po klasifikacijah
| Etapa  | Zmagovalec            | Rdeča majica ·  | Zelena majica · | Pikčasta majica · | Bela majica ·   | Ekipno ·                | Borbenost ·      |
| ------ | --------------------- | --------------- | --------------- | ----------------- | --------------- | ----------------------- | ---------------- |
| 1      | Team DSM–Firmenich    | Lorenzo Milesi  | brez            | brez              | Lorenzo Milesi  | Team DSM–Firmenich      | brez             |
| 2      | Andreas Kron          | Andrea Piccolo  | Andreas Kron    | Matteo Sobrero    | Andrea Piccolo  | EF Education–EasyPost   | Javier Romo      |
| 3      | Remco Evenepoel       | Remco Evenepoel | Andrea Vendrame | Remco Evenepoel   | Remco Evenepoel | Team Jumbo–Visma        | Damiano Caruso   |
| 4      | Kaden Groves          | Remco Evenepoel | Kaden Groves    | Eduardo Sepúlveda | Remco Evenepoel | Team Jumbo–Visma        | Ander Okamika    |
| 5      | Kaden Groves          | Remco Evenepoel | Kaden Groves    | Eduardo Sepúlveda | Remco Evenepoel | Team Jumbo–Visma        | Eric Fagúndez    |
| 6      | Sepp Kuss             | Lenny Martinez  | Kaden Groves    | Eduardo Sepúlveda | Lenny Martinez  | Team Bahrain Victorious | Mikel Landa      |
| 7      | Geoffrey Soupe        | Lenny Martinez  | Kaden Groves    | Eduardo Sepúlveda | Lenny Martinez  | Team Bahrain Victorious | Ander Okamika    |
| 8      | Primož Roglič         | Sepp Kuss       | Kaden Groves    | Eduardo Sepúlveda | Lenny Martinez  | Team Jumbo–Visma        | Oier Lazkano     |
| 9      | Lennard Kämna         | Sepp Kuss       | Kaden Groves    | Eduardo Sepúlveda | Lenny Martinez  | Team Jumbo–Visma        | Jon Barrenetxea  |
| 10     | Filippo Ganna         | Sepp Kuss       | Kaden Groves    | Eduardo Sepúlveda | Remco Evenepoel | Team Jumbo–Visma        | brez             |
| 11     | Jesús Herrada         | Sepp Kuss       | Kaden Groves    | Jesús Herrada     | Remco Evenepoel | Team Jumbo–Visma        | José Manuel Díaz |
| 12     | Juan Sebastián Molano | Sepp Kuss       | Kaden Groves    | Jesús Herrada     | Remco Evenepoel | Team Jumbo–Visma        | Jetse Bol        |
| 13     | Jonas Vingegaard      | Sepp Kuss       | Kaden Groves    | Jonas Vingegaard  | Juan Ayuso      | Team Jumbo–Visma        | Michael Storer   |
| 14     | Remco Evenepoel       | Sepp Kuss       | Kaden Groves    | Remco Evenepoel   | Juan Ayuso      | Team Jumbo–Visma        | Remco Evenepoel  |
| 15     | Rui Costa             | Sepp Kuss       | Kaden Groves    | Remco Evenepoel   | Juan Ayuso      | Team Jumbo–Visma        | Remco Evenepoel  |
| 16     | Jonas Vingegaard      | Sepp Kuss       | Kaden Groves    | Remco Evenepoel   | Juan Ayuso      | Team Jumbo–Visma        | Joel Nicolau     |
| 17     | Primož Roglič         | Sepp Kuss       | Kaden Groves    | Remco Evenepoel   | Juan Ayuso      | Team Jumbo–Visma        | Remco Evenepoel  |
| 18     | Remco Evenepoel       | Sepp Kuss       | Kaden Groves    | Remco Evenepoel   | Juan Ayuso      | Team Jumbo–Visma        | Remco Evenepoel  |
| 19     | Alberto Dainese       | Sepp Kuss       | Kaden Groves    | Remco Evenepoel   | Juan Ayuso      | Team Jumbo–Visma        | Michal Schlegel  |
| 20     | Wout Poels            | Sepp Kuss       | Kaden Groves    | Remco Evenepoel   | Juan Ayuso      | Team Jumbo–Visma        | Pelayo Sánchez   |
| 21     | Kaden Groves          | Sepp Kuss       | Kaden Groves    | Remco Evenepoel   | Juan Ayuso      | Team Jumbo–Visma        | brez             |
| Skupaj | Skupaj                | Sepp Kuss       | Kaden Groves    | Remco Evenepoel   | Juan Ayuso      | Team Jumbo–Visma        | Remco Evenepoel  |

## Končna razvrstitev
| Legenda | Legenda                                    | Legenda | Legenda                                   |
| ------- | ------------------------------------------ | ------- | ----------------------------------------- |
|         | Predstavlja vodilnega v skupnem seštevku   |         | Predstavlja najboljšega mladega kolesarja |
|         | Predstavlja vodilnega po točkah            |         | Predstavlja vodilne v ekipnem seštevku    |
|         | Predstavlja vodilnega v gorski razvrstitvi |         | Predstavlja najbolj borbenega kolesarja   |

### Rdeča majica
| Poz. | Kolesar                 | Ekipa                   | Čas         |
| ---- | ----------------------- | ----------------------- | ----------- |
| 1    | Sepp Kuss (USA)         | Team Jumbo–Visma        | 76h 48' 21" |
| 2    | Jonas Vingegaard (DEN)  | Team Jumbo–Visma        | + 17"       |
| 3    | Primož Roglič (SLO)     | Team Jumbo–Visma        | + 1' 08"    |
| 4    | Juan Ayuso (ESP)        | UAE Team Emirates       | + 3' 18"    |
| 5    | Mikel Landa (ESP)       | Team Bahrain Victorious | + 3' 37"    |
| 6    | Enric Mas (ESP)         | Movistar Team           | + 4' 14"    |
| 7    | Aleksander Vlasov       | Bora–Hansgrohe          | + 7' 53"    |
| 8    | Cian Uijtdebroeks (BEL) | Bora–Hansgrohe          | + 8' 00"    |
| 9    | João Almeida (POR)      | UAE Team Emirates       | + 10' 08"   |
| 10   | Santiago Buitrago (COL) | Team Bahrain Victorious | + 11' 38"   |

| Skupna razvrstitev kolesarjev (11–134) | Skupna razvrstitev kolesarjev (11–134) | Skupna razvrstitev kolesarjev (11–134) | Skupna razvrstitev kolesarjev (11–134) |
| Poz.                                   | Kolesar                                | Ekipa                                  | Čas                                    |
| -------------------------------------- | -------------------------------------- | -------------------------------------- | -------------------------------------- |
| 11                                     | Steff Cras (BEL)                       | Team TotalEnergies                     | + 14' 04"                              |
| 12                                     | Remco Evenepoel (BEL)                  | Soudal–Quick-Step                      | + 16' 44"                              |
| 13                                     | Cristián Rodríguez (ESP)               | Arkéa–Samsic                           | + 22' 13"                              |
| 14                                     | Marc Soler (ESP)                       | UAE Team Emirates                      | + 25' 21"                              |
| 15                                     | Wout Poels (NED)                       | Team Bahrain Victorious                | + 31' 00"                              |
| 16                                     | Einer Rubio (COL)                      | Movistar Team                          | + 34' 49"                              |
| 17                                     | Juan Pedro López (ESP)                 | Lidl–Trek                              | + 35' 47"                              |
| 18                                     | Antonio Tiberi (ITA)                   | Team Bahrain Victorious                | + 50' 13"                              |
| 19                                     | Damiano Caruso (ITA)                   | Team Bahrain Victorious                | + 53' 47"                              |
| 20                                     | Emanuel Buchmann (GER)                 | Bora–Hansgrohe                         | + 59' 02"                              |
| 21                                     | Romain Bardet (FRA)                    | Team DSM–Firmenich                     | + 1h 02' 10"                           |
| 22                                     | Attila Valter (HUN)                    | Team Jumbo–Visma                       | + 1h 05' 42"                           |
| 23                                     | Hugh Carthy (GBR)                      | EF Education–EasyPost                  | + 1h 19' 25"                           |
| 24                                     | Lenny Martinez (FRA)                   | Groupama–FDJ                           | + 1h 21' 41"                           |
| 25                                     | Wilco Kelderman (NED)                  | Team Jumbo–Visma                       | + 1h 24' 38"                           |
| 26                                     | Paul Ourselin (FRA)                    | Team TotalEnergies                     | + 1h 28' 13"                           |
| 27                                     | Nicolas Prodhomme (FRA)                | AG2R Citroën Team                      | + 1h 29' 05"                           |
| 28                                     | Rémy Rochas (FRA)                      | Cofidis                                | + 1h 29' 27"                           |
| 29                                     | Rudy Molard (FRA)                      | Groupama–FDJ                           | + 1h 33' 14"                           |
| 30                                     | Lennard Kämna (GER)                    | Bora–Hansgrohe                         | + 1h 38' 06"                           |
| 31                                     | Geraint Thomas (GBR)                   | Ineos Grenadiers                       | + 1h 47' 59"                           |
| 32                                     | Lennert Van Eetvelt (BEL)              | Lotto–Dstny                            | + 1h 48' 52"                           |
| 33                                     | Louis Vervaeke (BEL)                   | Soudal–Quick-Step                      | + 1h 49' 44"                           |
| 34                                     | Mattia Cattaneo (ITA)                  | Soudal–Quick-Step                      | + 1h 51' 42"                           |
| 35                                     | Ben Zwiehoff (GER)                     | Bora–Hansgrohe                         | + 1h 52' 28"                           |
| 36                                     | Fabien Doubey (FRA)                    | Team TotalEnergies                     | + 1h 56' 08"                           |
| 37                                     | Pelayo Sánchez (ESP)                   | Burgos BH                              | + 1h 56' 27"                           |
| 38                                     | Jan Tratnik (SLO)                      | Team Jumbo–Visma                       | + 1h 57' 16"                           |
| 39                                     | Daniel Navarro (ESP)                   | Burgos BH                              | + 1h 57' 40"                           |
| 40                                     | Finn Fisher-Black (NZL)                | UAE Team Emirates                      | + 1h 58' 23"                           |
| 41                                     | Rui Costa (POR)                        | Intermarché–Circus–Wanty               | + 1h 59' 20"                           |
| 42                                     | Romain Grégoire (FRA)                  | Groupama–FDJ                           | + 2h 01' 38"                           |
| 43                                     | Sergio Higuita (COL)                   | Bora–Hansgrohe                         | + 2h 08' 05"                           |
| 44                                     | Larry Warbasse (USA)                   | AG2R Citroën Team                      | + 2h 09' 29"                           |
| 45                                     | Michael Storer (AUS)                   | Groupama–FDJ                           | + 2h 13' 42"                           |
| 46                                     | Andrej Zeic (KAZ)                      | Astana Qazaqstan Team                  | + 2h 14' 13"                           |
| 47                                     | Jonathan Kléver Caicedo (ECU)          | EF Education–EasyPost                  | + 2h 15' 49"                           |
| 48                                     | Fernando Barceló (ESP)                 | Caja Rural–Seguros RGA                 | + 2h 17' 00"                           |
| 49                                     | Max Poole (GBR)                        | Team DSM–Firmenich                     | + 2h 17' 18"                           |
| 50                                     | Kenny Elissonde (FRA)                  | Lidl–Trek                              | + 2h 18' 25"                           |
| 51                                     | Dorian Godon (FRA)                     | AG2R Citroën Team                      | + 2h 19' 07"                           |
| 52                                     | Robert Gesink (NED)                    | Team Jumbo–Visma                       | + 2h 19' 43"                           |
| 53                                     | Nelson Oliveira (POR)                  | Movistar Team                          | + 2h 20' 10"                           |
| 54                                     | Rubén Fernández (ESP)                  | Cofidis                                | + 2h 21' 26"                           |
| 55                                     | Egan Bernal (COL)                      | Ineos Grenadiers                       | + 2h 22' 50"                           |
| 56                                     | Mikaël Cherel (FRA)                    | AG2R Citroën Team                      | + 2h 24' 19"                           |
| 57                                     | Joe Dombrowski (USA)                   | Astana Qazaqstan Team                  | + 2h 26' 13"                           |
| 58                                     | Simone Petilli (ITA)                   | Intermarché–Circus–Wanty               | + 2h 27' 46"                           |
| 59                                     | Jan Hirt (CZE)                         | Soudal–Quick-Step                      | + 2h 29' 04"                           |
| 60                                     | Jonathan Castroviejo (ESP)             | Ineos Grenadiers                       | + 2h 29' 11"                           |
| 61                                     | Luis León Sánchez (ESP)                | Astana Qazaqstan Team                  | + 2h 36' 29"                           |
| 62                                     | Ander Okamika (ESP)                    | Burgos BH                              | + 2h 36' 34"                           |
| 63                                     | Chris Hamilton (AUS)                   | Team DSM–Firmenich                     | + 2h 36' 47"                           |
| 64                                     | José Manuel Díaz (ESP)                 | Burgos BH                              | + 2h 37' 04"                           |
| 65                                     | James Knox (GBR)                       | Soudal–Quick-Step                      | + 2h 38' 31"                           |
| 66                                     | Michel Ries (LUX)                      | Arkéa–Samsic                           | + 2h 38' 52"                           |
| 67                                     | Andreas Kron (DEN)                     | Lotto–Dstny                            | + 2h 41' 49"                           |
| 68                                     | Julien Bernard (FRA)                   | Lidl–Trek                              | + 2h 43' 57"                           |
| 69                                     | Andrea Piccolo (ITA)                   | EF Education–EasyPost                  | + 2h 44' 14"                           |
| 70                                     | Felix Engelhardt (GER)                 | Team Jayco–AlUla                       | + 2h 44' 35"                           |
| 71                                     | Jasha Sütterlin (GER)                  | Team Bahrain Victorious                | + 2h 46' 56"                           |
| 72                                     | Iván García (ESP)                      | Movistar Team                          | + 2h 47' 04"                           |
| 73                                     | Élie Gesbert (FRA)                     | Arkéa–Samsic                           | + 2h 48' 24"                           |
| 74                                     | Jon Barrenetxea (ESP)                  | Caja Rural–Seguros RGA                 | + 2h 48' 51"                           |
| 75                                     | Łukasz Owsian (POL)                    | Arkéa–Samsic                           | + 2h 49' 48"                           |
| 76                                     | Fabio Felline (ITA)                    | Astana Qazaqstan Team                  | + 2h 50' 18"                           |
| 77                                     | Abel Balderstone (ESP)                 | Caja Rural–Seguros RGA                 | + 2h 50' 22"                           |
| 78                                     | Imanol Erviti (ESP)                    | Movistar Team                          | + 2h 51' 33"                           |
| 79                                     | Bauke Mollema (NED)                    | Lidl–Trek                              | + 2h 51' 48"                           |
| 80                                     | Sean Quinn (USA)                       | EF Education–EasyPost                  | + 2h 52' 02"                           |
| 81                                     | Oier Lazkano (ESP)                     | Movistar Team                          | + 2h 56' 45"                           |
| 82                                     | Amanuel Ghebreigzabhier (ERI)          | Lidl–Trek                              | + 2h 57' 43"                           |
| 83                                     | Jesús Herrada (ESP)                    | Cofidis                                | + 2h 59' 47"                           |
| 84                                     | Diego Andrés Camargo (COL)             | EF Education–EasyPost                  | + 3h 00' 24"                           |
| 85                                     | Lorenzo Germani (ITA)                  | Groupama–FDJ                           | + 3h 01' 05"                           |
| 86                                     | Matteo Sobrero (ITA)                   | Team Jayco–AlUla                       | + 3h 01' 23"                           |
| 87                                     | Jorge Arcas (ESP)                      | Movistar Team                          | + 3h 01' 28"                           |
| 88                                     | Dylan van Baarle (NED)                 | Team Jumbo–Visma                       | + 3h 02' 37"                           |
| 89                                     | Jesús Ezquerra (ESP)                   | Burgos BH                              | + 3h 05' 57"                           |
| 90                                     | Mathis Le Berre (FRA)                  | Arkéa–Samsic                           | + 3h 11' 23"                           |
| 91                                     | Vadim Pronski (KAZ)                    | Astana Qazaqstan Team                  | + 3h 12' 40"                           |
| 92                                     | Jacopo Mosca (ITA)                     | Lidl–Trek                              | + 3h 13' 12"                           |
| 93                                     | Jonas Koch (GER)                       | Bora–Hansgrohe                         | + 3h 16' 08"                           |
| 94                                     | Sylvain Moniquet (BEL)                 | Lotto–Dstny                            | + 3h 16' 23"                           |
| 95                                     | Andrea Vendrame (ITA)                  | AG2R Citroën Team                      | + 3h 17' 26"                           |
| 96                                     | Pieter Serry (BEL)                     | Soudal–Quick-Step                      | + 3h 18' 17"                           |
| 97                                     | Nico Denz (GER)                        | Bora–Hansgrohe                         | + 3h 20' 12"                           |
| 98                                     | Julius Johansen (DEN)                  | Intermarché–Circus–Wanty               | + 3h 20' 38"                           |
| 99                                     | Thomas De Gendt (BEL)                  | Lotto–Dstny                            | + 3h 22' 23"                           |
| 100                                    | Joel Nicolau (ESP)                     | Caja Rural–Seguros RGA                 | + 3h 25' 22"                           |
| 101                                    | Geoffrey Soupe (FRA)                   | Team TotalEnergies                     | + 3h 25' 38"                           |
| 102                                    | Eduardo Sepúlveda (ARG)                | Lotto–Dstny                            | + 3h 26' 22"                           |
| 103                                    | Kévin Ledanois (FRA)                   | Arkéa–Samsic                           | + 3h 29' 13"                           |
| 104                                    | Filippo Ganna (ITA)                    | Ineos Grenadiers                       | + 3h 29' 23"                           |
| 105                                    | Lewis Askey (GBR)                      | Groupama–FDJ                           | + 3h 34' 07"                           |
| 106                                    | David González (ESP)                   | Caja Rural–Seguros RGA                 | + 3h 35' 12"                           |
| 107                                    | Dries Van Gestel (BEL)                 | Team TotalEnergies                     | + 3h 35' 34"                           |
| 108                                    | Cyril Barthe (FRA)                     | Burgos BH                              | + 3h 37' 20"                           |
| 109                                    | Paul Lapeira (FRA)                     | AG2R Citroën Team                      | + 3h 37' 49"                           |
| 110                                    | Jetse Bol (NED)                        | Burgos BH                              | + 3h 38' 49"                           |
| 111                                    | Hugo Hofstetter (FRA)                  | Arkéa–Samsic                           | + 3h 41' 43"                           |
| 112                                    | Jimmy Janssens (BEL)                   | Alpecin–Deceuninck                     | + 3h 42' 07"                           |
| 113                                    | Otto Vergaerde (BEL)                   | Lidl–Trek                              | + 3h 42' 47"                           |
| 114                                    | Michal Schlegel (CZE)                  | Caja Rural–Seguros RGA                 | + 3h 43' 03"                           |
| 115                                    | Omar Fraile (ESP)                      | Ineos Grenadiers                       | + 3h 43' 40"                           |
| 116                                    | Sean Flynn (GBR)                       | Team DSM–Firmenich                     | + 3h 46' 39"                           |
| 117                                    | Stefan Bissegger (SUI)                 | EF Education–EasyPost                  | + 3h 49' 54"                           |
| 118                                    | Sébastien Grignard (BEL)               | Lotto–Dstny                            | + 3h 52' 09"                           |
| 119                                    | Romain Combaud (FRA)                   | Team DSM–Firmenich                     | + 3h 52' 10"                           |
| 120                                    | Julius van den Berg (NED)              | EF Education–EasyPost                  | + 3h 55' 05"                           |
| 121                                    | Samuele Battistella (ITA)              | Astana Qazaqstan Team                  | + 3h 55' 44"                           |
| 122                                    | Kaden Groves (AUS)                     | Alpecin–Deceuninck                     | + 3h 55' 48"                           |
| 123                                    | Samuel Watson (GBR)                    | Groupama–FDJ                           | + 3h 56' 03"                           |
| 124                                    | Boy van Poppel (NED)                   | Intermarché–Circus–Wanty               | + 3h 56' 20"                           |
| 125                                    | François Bidard (FRA)                  | Cofidis                                | + 3h 57' 47"                           |
| 126                                    | Marijn van den Berg (NED)              | EF Education–EasyPost                  | + 3h 57' 58"                           |
| 127                                    | Hugo Page (FRA)                        | Intermarché–Circus–Wanty               | + 3h 58' 16"                           |
| 128                                    | Edward Theuns (BEL)                    | Lidl–Trek                              | + 3h 58' 20"                           |
| 129                                    | Eric Fagúndez (URU)                    | Burgos BH                              | + 4h 00' 37"                           |
| 130                                    | Kamil Gradek (POL)                     | Team Bahrain Victorious                | + 4h 00' 43"                           |
| 131                                    | Jason Osborne (GER)                    | Alpecin–Deceuninck                     | + 4h 01' 48"                           |
| 132                                    | José Herrada (ESP)                     | Cofidis                                | + 4h 04' 20"                           |
| 133                                    | Matevž Govekar (SLO)                   | Team Bahrain Victorious                | + 4h 04' 42"                           |
| 134                                    | André Carvalho (POR)                   | Cofidis                                | + 4h 05' 13"                           |
| 135                                    | Clément Davy (FRA)                     | Groupama–FDJ                           | + 4h 07' 49"                           |
| 136                                    | Edward Planckaert (BEL)                | Alpecin–Deceuninck                     | + 4h 07' 53"                           |
| 137                                    | Jan Maas (NED)                         | Team Jayco–AlUla                       | + 4h 08' 47"                           |
| 138                                    | Domen Novak (SLO)                      | UAE Team Emirates                      | + 4h 08' 58"                           |
| 139                                    | Kim Heiduk (GER)                       | Ineos Grenadiers                       | + 4h 10' 09"                           |
| 140                                    | Casper Pedersen (DEN)                  | Soudal–Quick-Step                      | + 4h 13' 57"                           |
| 141                                    | Tobias Bayer (AUT)                     | Alpecin–Deceuninck                     | + 4h 15' 43"                           |
| 142                                    | Milan Menten (BEL)                     | Lotto–Dstny                            | + 4h 16' 43"                           |
| 143                                    | Maurice Ballerstedt (GER)              | Alpecin–Deceuninck                     | + 4h 22' 11"                           |
| 144                                    | Alberto Dainese (ITA)                  | Team DSM–Firmenich                     | + 4h 25' 39"                           |
| 145                                    | Jarrad Drizners (AUS)                  | Lotto–Dstny                            | + 4h 25' 50"                           |
| 146                                    | Davide Cimolai (ITA)                   | Cofidis                                | + 4h 26' 25"                           |
| 147                                    | Juan Sebastián Molano (COL)            | UAE Team Emirates                      | + 4h 27' 41"                           |
| 148                                    | Rui Oliveira (POR)                     | UAE Team Emirates                      | + 4h 32' 55"                           |

### Zelena majica
| Poz. | Kolesar                   | Ekipa                 | Točke |
| ---- | ------------------------- | --------------------- | ----- |
| 1    | Kaden Groves (AUS)        | Alpecin–Deceuninck    | 315   |
| 2    | Remco Evenepoel (BEL)     | Soudal–Quick-Step     | 236   |
| 3    | Andreas Kron (DEN)        | Lotto–Dstny           | 167   |
| 4    | Marc Soler (ESP)          | UAE Team Emirates     | 133   |
| 5    | Jonas Vingegaard (DEN)    | Team Jumbo–Visma      | 123   |
| 6    | Filippo Ganna (ITA)       | Ineos Grenadiers      | 119   |
| 7    | Primož Roglič (SLO)       | Team Jumbo–Visma      | 117   |
| 8    | Marijn van den Berg (NED) | EF Education–EasyPost | 117   |
| 9    | Sepp Kuss (USA)           | Team Jumbo–Visma      | 112   |
| 10   | Juan Ayuso (ESP)          | UAE Team Emirates     | 105   |

### Pikčasta majica
| Poz. | Kolesar                 | Ekipa                   | Točke |
| ---- | ----------------------- | ----------------------- | ----- |
| 1    | Remco Evenepoel (BEL)   | Soudal–Quick-Step       | 135   |
| 2    | Jonas Vingegaard (DEN)  | Team Jumbo–Visma        | 51    |
| 3    | Michael Storer (AUS)    | Groupama–FDJ            | 39    |
| 4    | Romain Bardet (FRA)     | Team DSM–Firmenich      | 35    |
| 5    | Primož Roglič (SLO)     | Team Jumbo–Visma        | 33    |
| 6    | Sepp Kuss (USA)         | Team Jumbo–Visma        | 33    |
| 7    | Damiano Caruso (ITA)    | Team Bahrain Victorious | 30    |
| 8    | Andreas Kron (DEN)      | Lotto–Dstny             | 28    |
| 9    | Eduardo Sepúlveda (ARG) | Lotto–Dstny             | 23    |
| 10   | Jesús Herrada (ESP)     | Cofidis                 | 22    |

### Bela majica
| Poz. | Kolesar                   | Ekipa                   | Čas          |
| ---- | ------------------------- | ----------------------- | ------------ |
| 1    | Juan Ayuso (ESP)          | UAE Team Emirates       | 76h 51' 39"  |
| 2    | Cian Uijtdebroeks (BEL)   | Bora–Hansgrohe          | + 4' 42"     |
| 3    | João Almeida (POR)        | UAE Team Emirates       | + 6' 40"     |
| 4    | Santiago Buitrago (COL)   | Team Bahrain Victorious | + 8' 20"     |
| 5    | Remco Evenepoel (BEL)     | Soudal–Quick-Step       | + 13' 26"    |
| 6    | Einer Rubio (COL)         | Movistar Team           | + 31' 31"    |
| 7    | Antonio Tiberi (ITA)      | Team Bahrain Victorious | + 46' 55"    |
| 8    | Attila Valter (HUN)       | Team Jumbo–Visma        | + 1h 02' 24" |
| 9    | Lenny Martinez (FRA)      | Groupama–FDJ            | + 1h 18' 23" |
| 10   | Lennert Van Eetvelt (BEL) | Lotto–Dstny             | + 1h 45' 34" |

### Ekipna razvrstitev
| Poz. | Ekipa                   | Čas          |
| ---- | ----------------------- | ------------ |
| 1    | Team Jumbo–Visma        | 229h 42' 26" |
| 2    | Team Bahrain Victorious | + 20' 49"    |
| 3    | Bora–Hansgrohe          | + 32' 54"    |
| 4    | UAE Team Emirates       | + 33' 46"    |
| 5    | Movistar Team           | + 2h 17' 23" |
| 6    | Soudal–Quick-Step       | + 3h 18' 27" |
| 7    | Team TotalEnergies      | + 3h 25' 09" |
| 8    | Groupama–FDJ            | + 3h 42' 37" |
| 9    | Lidl–Trek               | + 4h 00' 16" |
| 10   | Arkéa–Samsic            | + 4h 23' 23" |